# Protein Data Bank
O PDB (Protein Data Bank; em português: Banco de Dados de Proteínas) é um banco de dados em 3D de proteínas e ácidos nucléicos. Esses dados, geralmente obtidos através da difração de raios X, ressonância magnética nuclear e crio-microscopia eletrônica são enviados por físicos, biólogos e bioquímicos de todo o mundo. Disponíveis em domínio público, podem ser usados livremente.

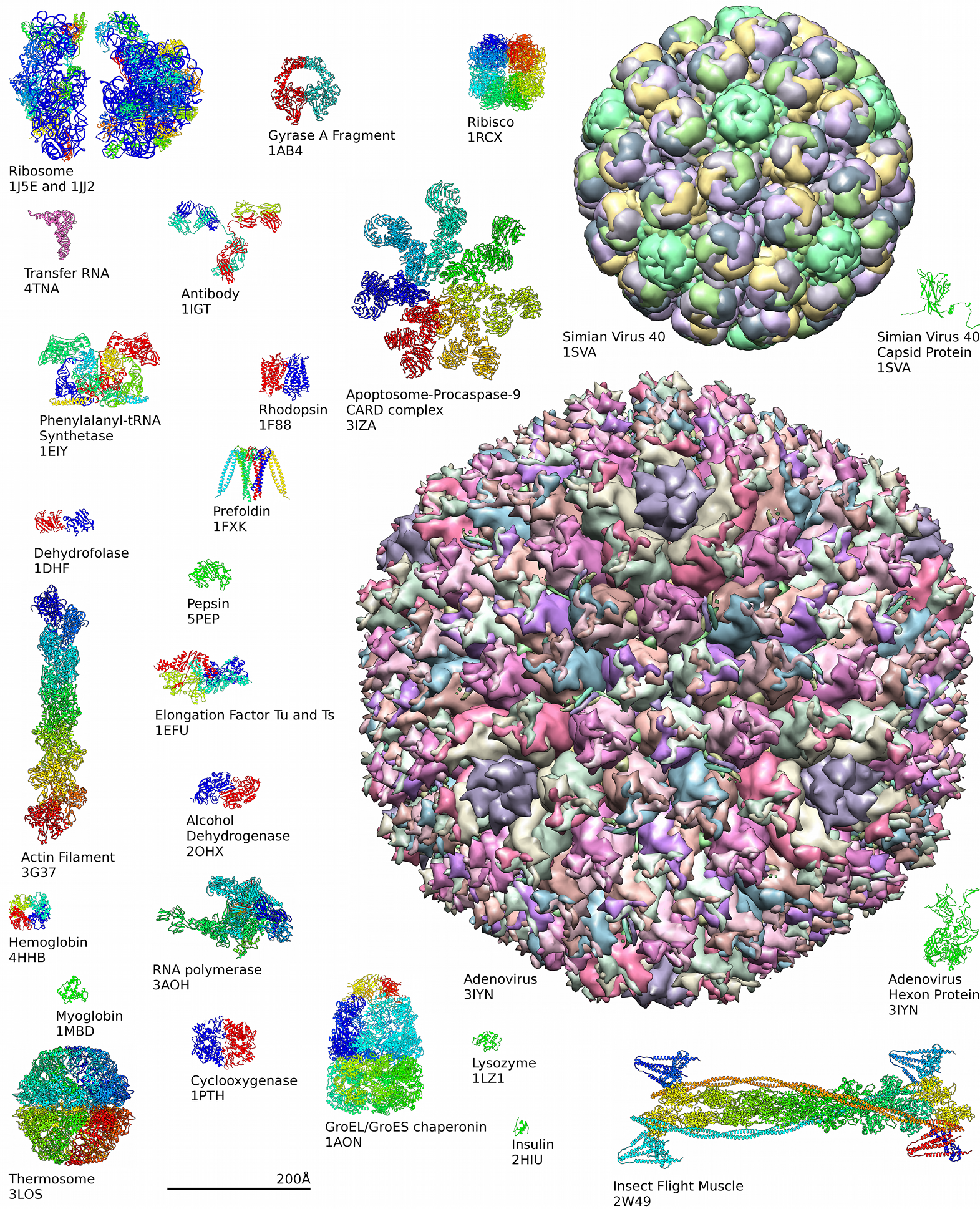
Exemplo de estrutura de proteína obtida no PDB (criado com Chimera).

## Formato PDB
O formato PDB é um padrão para definição de arquivos de estruturas de proteínas. 